# Nederkogel (Ötztaler Alpen)
De Nederkogel (ook Nörderkogel, Nederkogl) is een 3163 meter hoge bergtop in de Ötztaler Alpen in het Oostenrijkse Tirol.
De berg ligt aan het noordelijk uiteinde van de kam die als uitloper van de Schnalskam, die onderdeel uitmaakt van de hoofdkam van de Alpen, het Venter Tal in het westen scheidt van het Gurgler Tal in het oosten. Het vormt een markante berg aan het einde van het Ötztal, maar wordt relatief weinig beklommen. Op de top staat een acht meter hoog kruis.

## Normaalroute

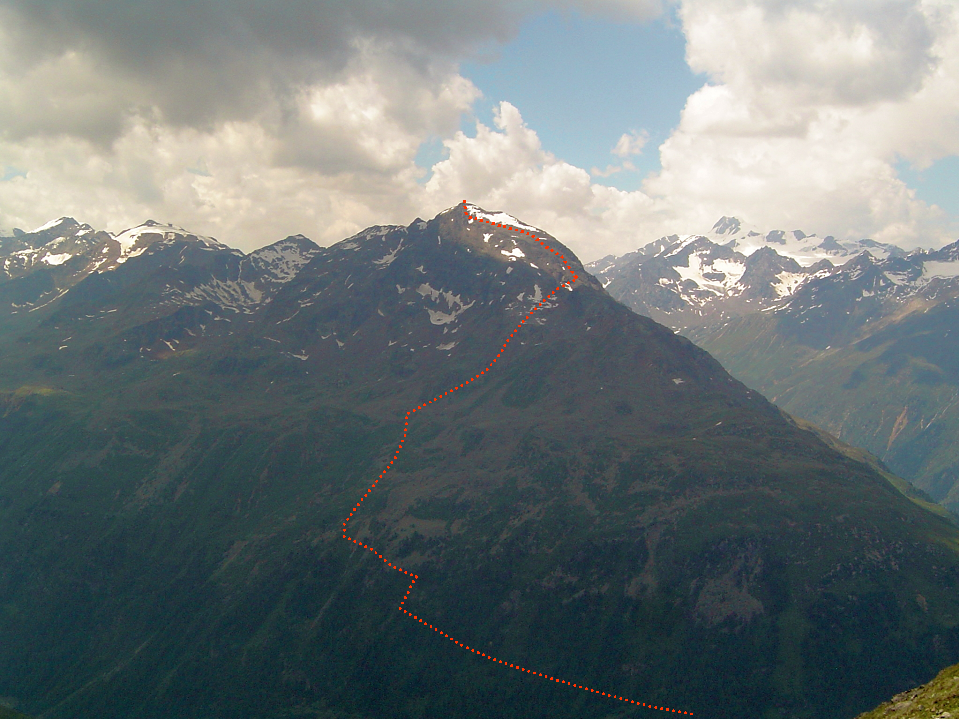
Normaalroute vanuit Zwiestelstein.

Het uitgangspunt voor het beklimmen van de berg kan Zwieselstein (gemeente Sölden, 1440 meter) vormen. Van daar loopt een vijftien kilometer lange route naar de top van de berg, waarbij 1723 hoogtemeters moeten worden overwonnen. De gehele tocht neemt ongeveer acht uur in beslag. Rustpunten in de tocht worden gevormd door de Lenzen Alm (1896 meter) en Mechtild's Almhütte. Vanaf de Lenzen Alm gaat de tocht langsheen een onverhard pad tot boven de boomgrens. Aan de Nedersee buigt de weg af en verloopt verder over rotsachtig terrein. Vervolgens bereikt de weg de kam tussen de Nederkogel en de lagere Mittagskogel. Na het bereiken van deze scheidingskam verloopt de route steil verder op de noordflank van de berg. Vooral in deze zone kunnen tot diep in de zomer sneeuwvelden aanwezig zijn, ook liggen er vrij grote rotsen. Vanaf de Lenzen Alm is de tocht ongeveer drieënhalf uur heen naar de top, tweeënhalf uur terug..

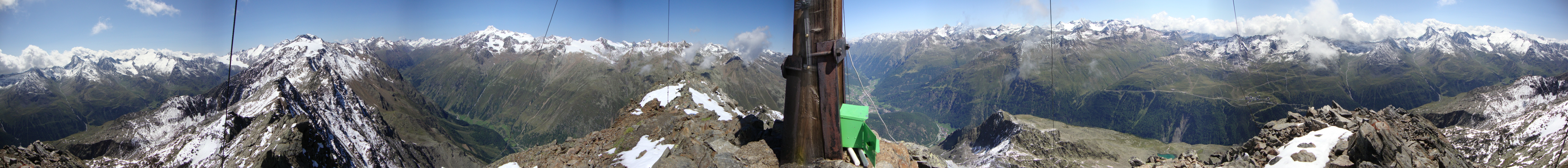
Nederkogel, panoramische rondblik van op de top. Net naast het kruis is Sölden te zien. Naar het noorden toe is de Nedersee zichtbaar. Aan de overzijde van het dal ligt de Timmelsjoch hochalpenstrasse die afbuigt richting Italië.

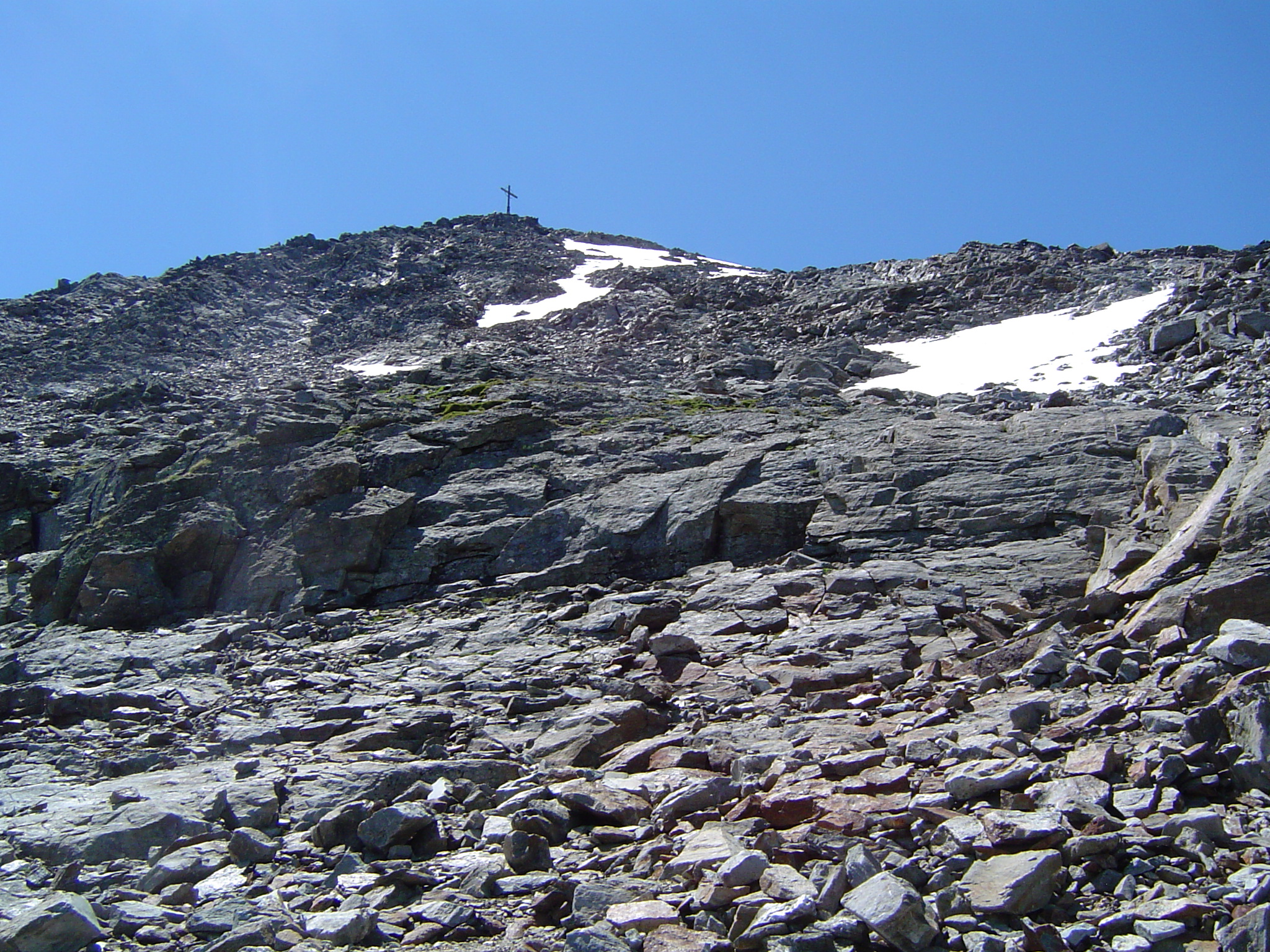
Nederkogel in de buurt van de top
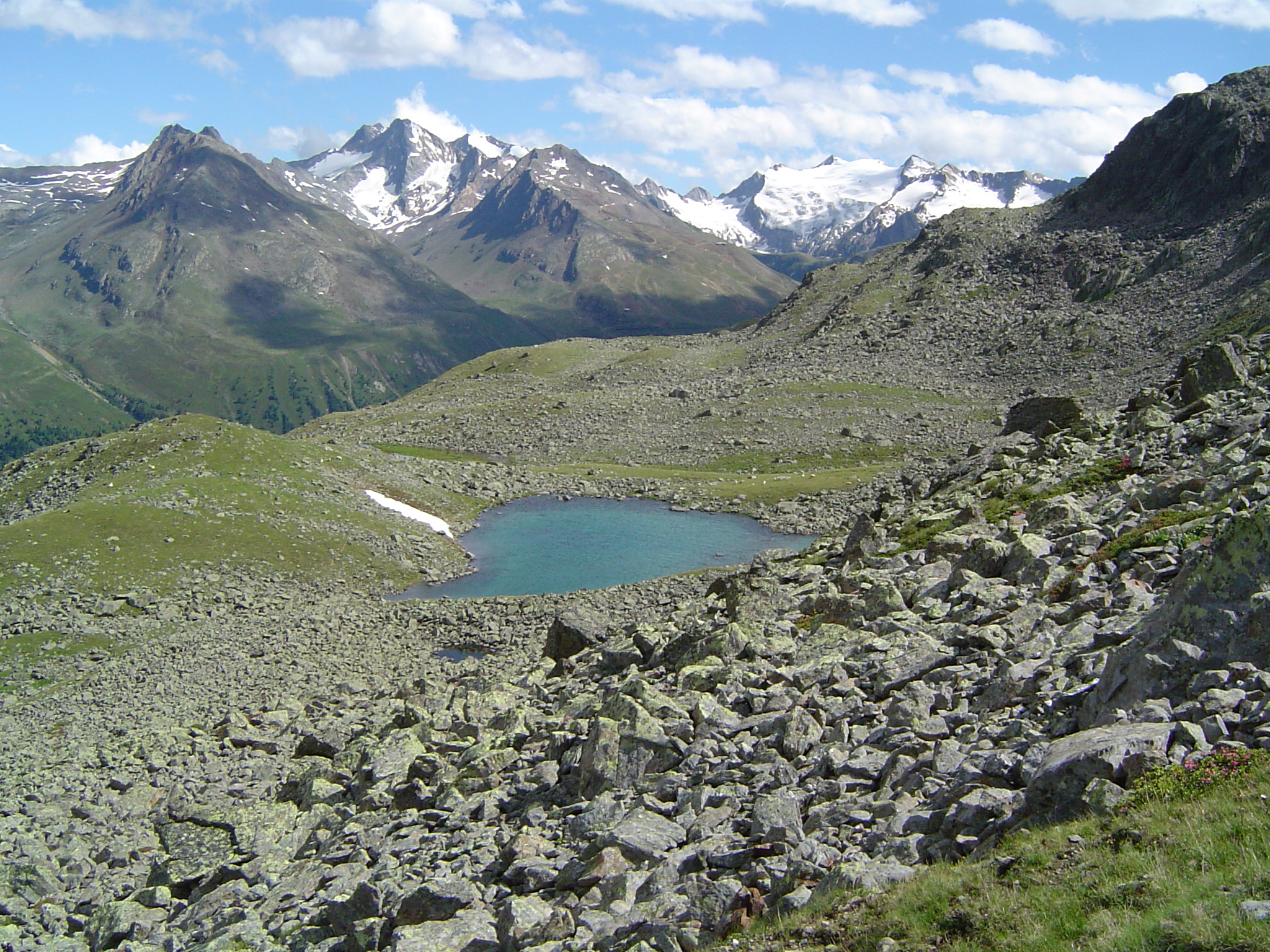
Nedersee
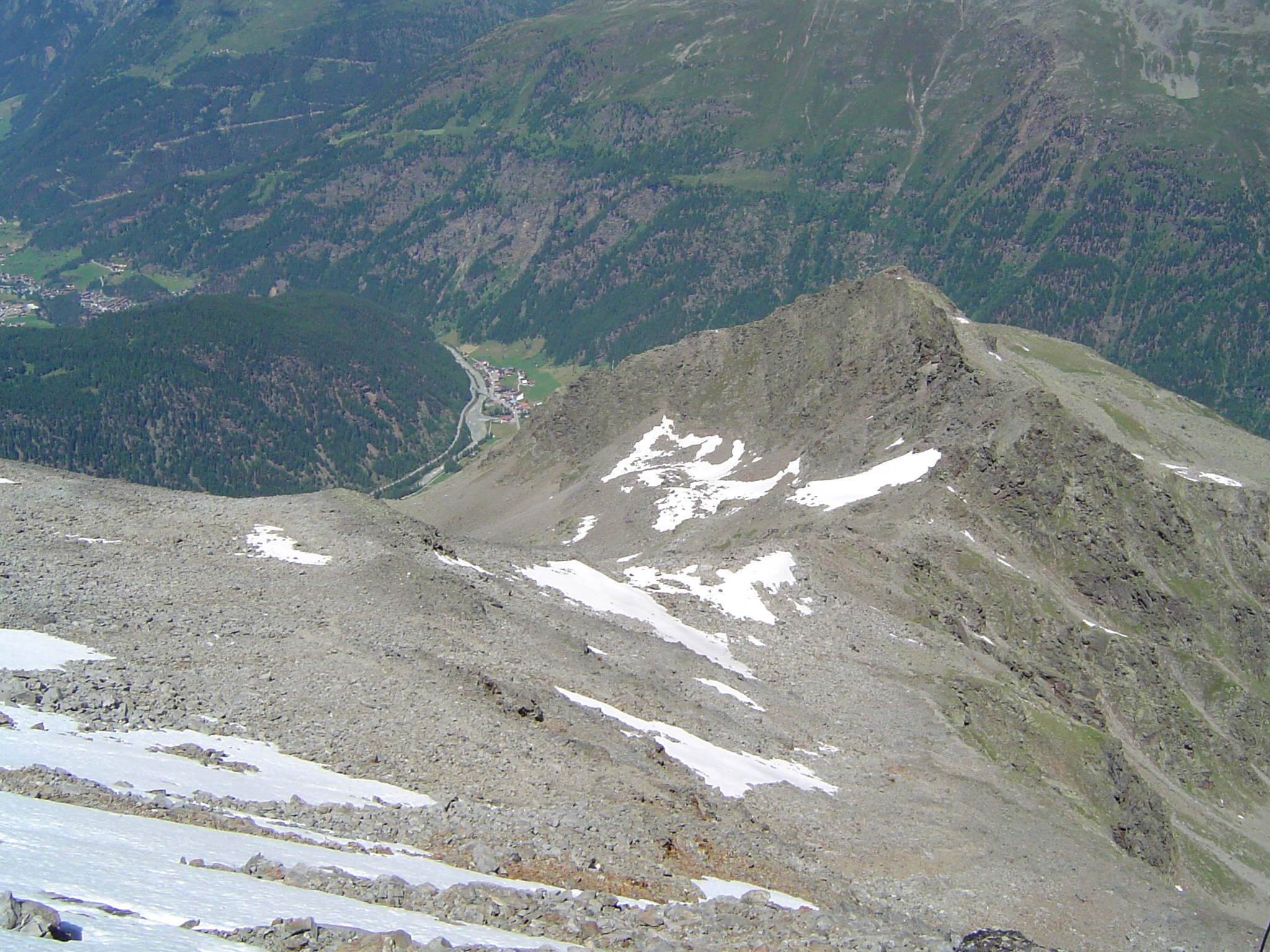
Mittagskogel
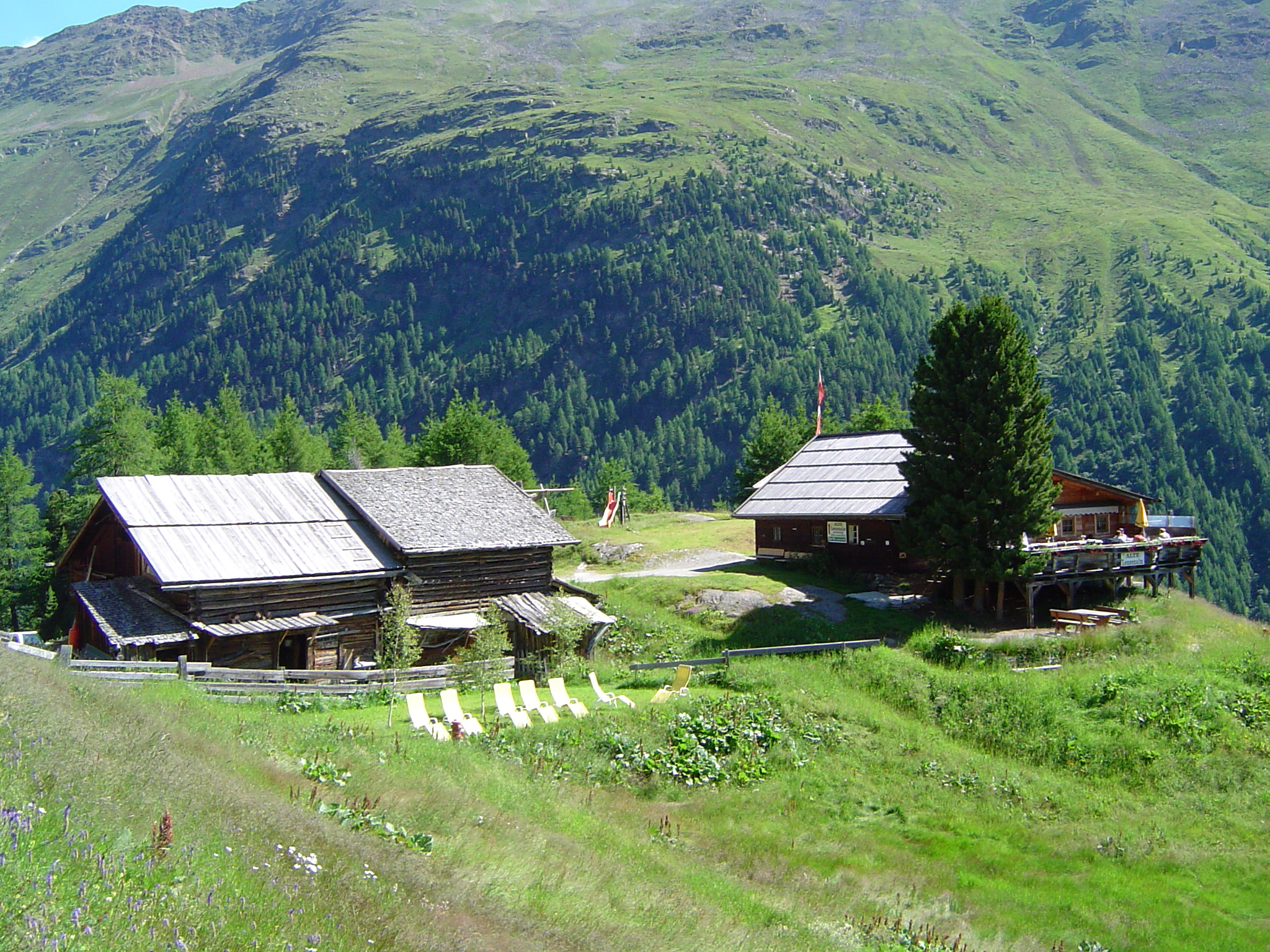
Lenzenalm
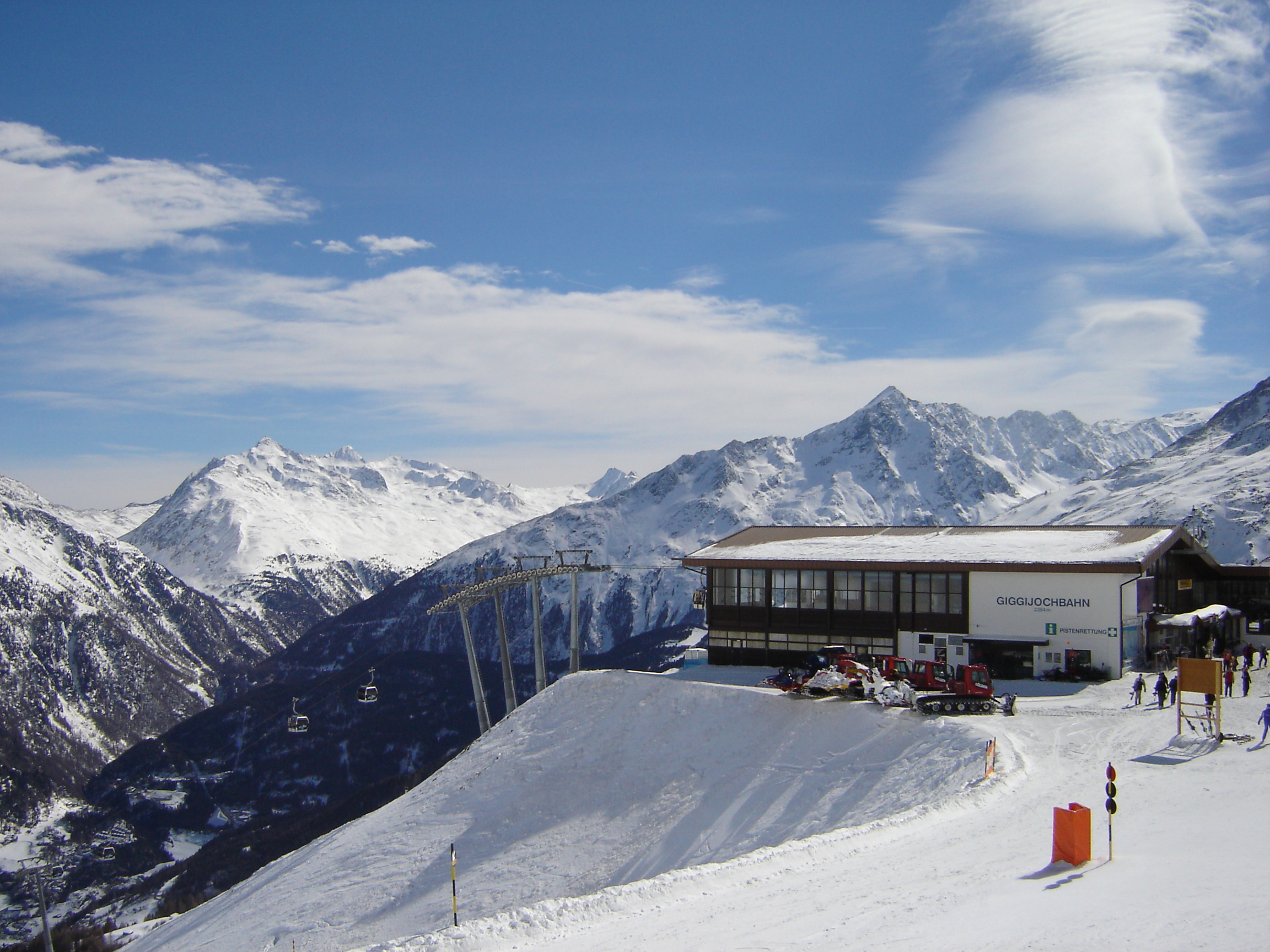
Blik op de Nederkogel van het bergstation Giggijochbahn (2284m) in de winter